# Adela Ferreto Segura
Adela Ferreto Segura (Heredia, 11 de julio de 1903 - 10 de mayo de 1987), conocida después de casarse como Adela Ferreto Segura de Sáenz, fue una maestra costarricense de la Escuela Normal y escritora de libros infantiles. También fue política y activista, siendo de las fundadoras del Bloque de Obreros y Campesinos (futuro Partido Comunista de Costa Rica).
Fue nombrada Benemérita de la Patria por la Asamblea Legislativa de Costa Rica el 17 de mayo de 2022.

## Biografía
Adela Ferreto Segura nació el 11 de julio de 1903 en Heredia (Costa Rica). Se crío junto a sus hermanos en el Cantón de Heredia y estudió educación primaria en la Escuela Normal, siendo alumna de Carmen Lyra y egresándose en 1922.

### Trayectoria docente y como escritora
Entre 1922 y 1926 se desempeña como profesora de la misma Escuela Normal.
En 1926 comienza a impartir el curso de Literatura Infantil en sustitución de Carmen Lyra, quien ejercía esa cátedra y a la que Ferreto tenía en gran estima por considerarla su referente al comenzar a estudiar Literatura Infantil. Impartirá estas clases hasta 1936.
De 1936 a 1949 es maestra en la Escuela Juan Mora Fernández del cantón de Santa Bárbara.
Con el comienzo de la década de 1950 y hasta el final de sus días se dedicaría a la escritura de obras infantiles, porduciendo numerosos trabajos que le ganaron dos premios nacionales: Aquileo J. Echeverría en 1983, por Los viajes y aventuras de Chico Paquito y sus duendes y el Carmen Lyra en 1984, por Tolo, el gigante viento Norte.

### Trayectoria política
A través de su vinculación a la Escuela Normal, conocerá y se relacionará con destacadas personas de la vida política de su tiempo, entre ellos su futuro marido Carlos Luis Sáenz, su profesora María Isabel Carvajal Quesada, o los futors candidatos de Heredia, Alejandro Madrigal Lizano y Antolín Morales Alfaro, junto a quienes muchos más fue fundadora del Bloque de Obreros y Campesinos (futuro Partido Comunista de Costa Rica y después Vanguardia Popular) en 1931.
En 1934 participó activamente en la huelga bananera del Atlántico y más tarde sería activa en organizaciones antiimperialistas y pro sufragio femenino.
Tras la Guerra civil de Costa Rica de 1948, en la que ella estuvo ideológicamente alineada con los caldero-comunistas de Rafael Ángel Calderón Guardia, estuvo brevemente exiliada en México de 1949 a 1951.

### Vida personal
Era hermana del también político y educador costarricense Arnoldo Ferreto Segura. Se casó con el poeta Carlos Luis Sáenz.